# کیوبیکل

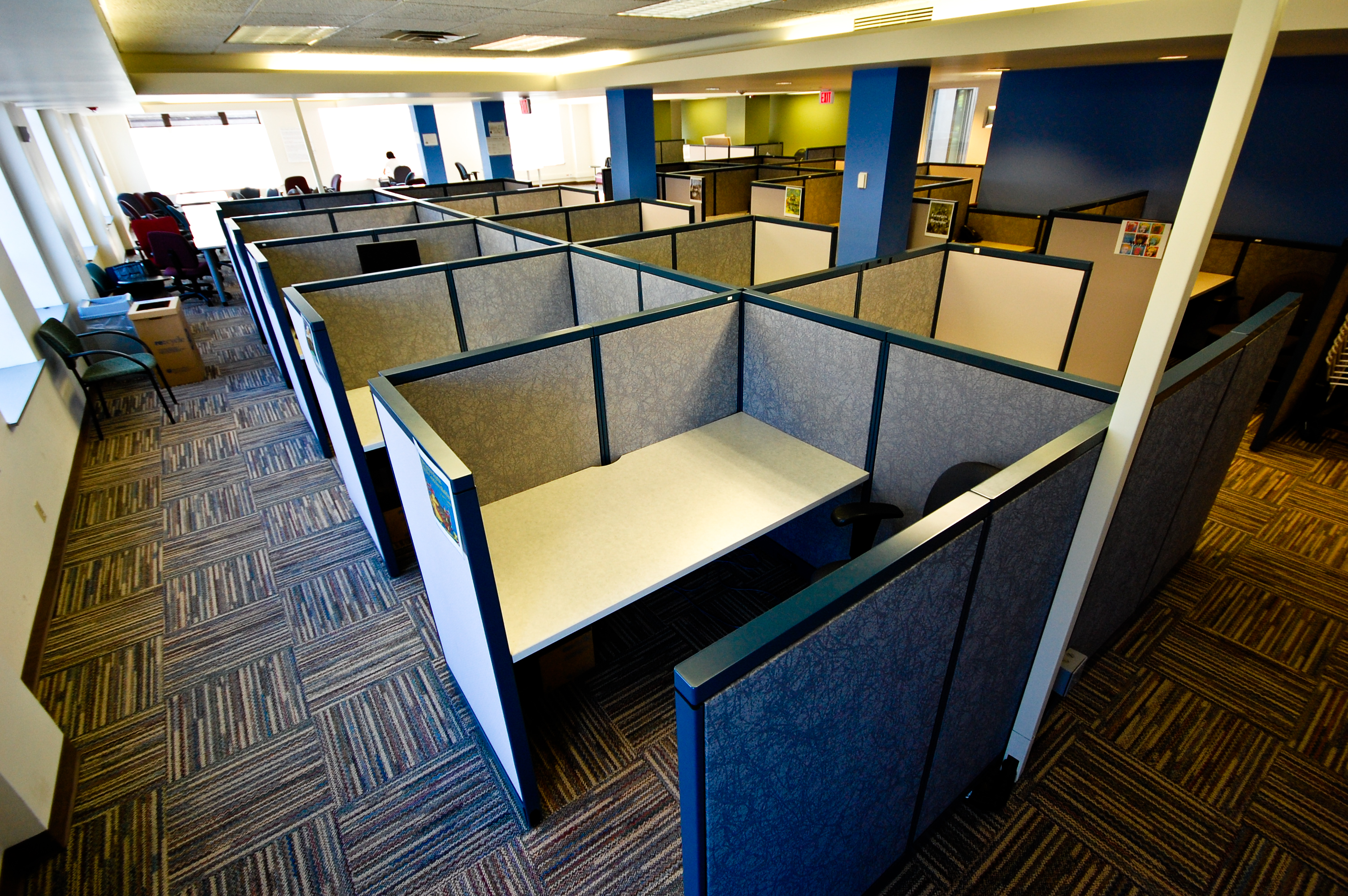
کیوبیکل‌های خالی در یک دفتر.

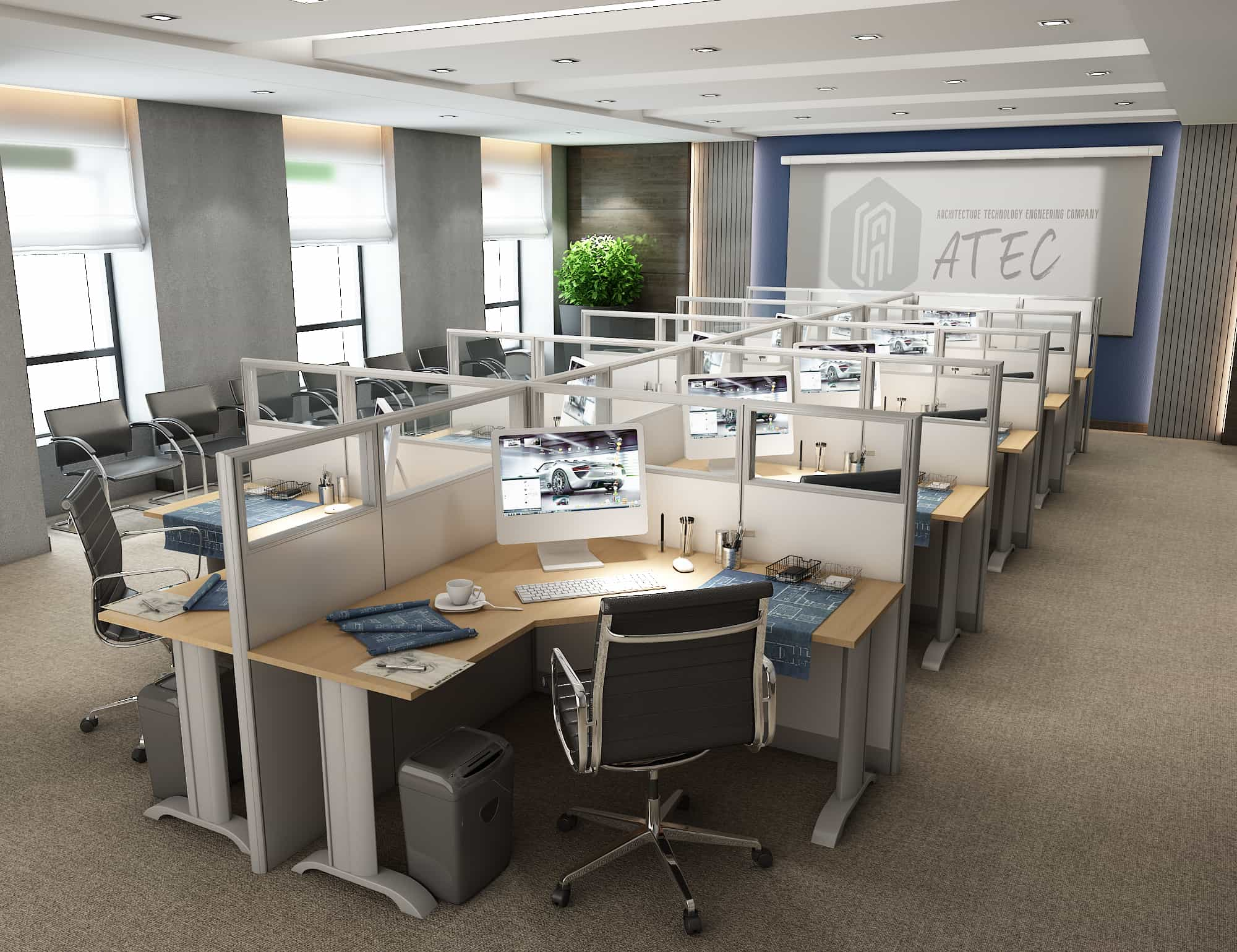
مدل سه‌بعدی کیوبیکل‌ها.

کیوبیکل (به انگلیسی: Cubicle) یک فضای کاری اداری نیمه بسته است که با پارتیشن‌هایی که معمولاً ۶–۵ فوت (۱٫۸–۱٫۵ متر) ارتفاع دارند از فضاهای کاری مجاور جدا می‌شود. هدف آن این است که کارکنان و مدیران اداری را از مناظر و سر و صداهای یک فضای کاری باز جدا کند تا بتوانند با حواس‌پرتی کمتری بر کار تمرکز کنند. کیوبیکل‌ها از عناصر ماژولار مانند دیوارها، سطوح کار، انبارک‌های سقفی، کشوها و قفسه‌ها تشکیل شده‌اند که بسته به نیاز کاربر می‌توان آن‌ها را پیکربندی کرد. نصب عموماً توسط پرسنل آموزش دیده انجام می‌شود، اگرچه برخی کیوبیکل‌ها اجازه می‌دهند تا تغییرات پیکربندی توسط کاربران بدون آموزشی خاص انجام شود.
کیوبیکل‌ها در دهه‌های ۲۰۱۰ و ۲۰۲۰ میلادی معمولاً به رایانه، مانیتور، صفحه کلید و ماوس روی سطح کار مجهز بودند. کیوبیکل‌ها معمولاً یک تلفن رومیزی داشتند. از آنجایی که بسیاری از دفاتر از چراغ‌های فلورسنت بالاسری (سقفی) برای روشنایی دفتر استفاده می‌کنند، کیوبیکل‌ها ممکن است دارای چراغ یا سایر تجهیزات روشنایی اضافی باشند یا نباشند. اثاث دیگری که اغلب در کیوبیکل‌ها یافت می‌شود شامل صندلی‌های اداری و کمدهای بایگانی است.
کیوبیکل اداری توسط طراح و مخترع، رابرت پراپست در اسکاتس‌دیل، آریزونا برای شرکت هرمان‌میلر ایجاد شد و در سال ۱۹۶۷ میلادی با نام «دفتر اقدام II» منتشر شد. اگرچه کیوبیکل‌ها به دلیل یکپارچگی و بی‌حسی اغلب به عنوان نمادی از کار در یک محیط اداری مدرن در نظر گرفته می‌شوند، اما نسبت به محیط‌های کاری قبلی، که اغلب شامل میزهایی بودند که در ردیف‌هایی در یک اتاق باز ردیف شده بودند، درجه بیشتری از حریم خصوصی و شخصی‌سازی را برای کارمندان فراهم می‌کنند. آن‌ها این کار را با هزینۀ کمتری نسبت به دفاتر فردی و خصوصی انجام می‌دهند. در برخی از فضاهای کاری کیوبیکل اداری، کارمندان می‌توانند دیوارهای کیوبیکل خود را با پوستر، تصاویر و موارد دیگر تزئین کنند.
کیوبیکل را میز کیوبیکل، کیوبیکل اداری، ایستگاه‌کاری کیوبیکل یا به سادگی مکعب نیز می‌نامند. دفتر پر از کیوبیکل گاهی اوقات دریای کیوبیکل نامیده می‌شود و علاوه بر آن «غلاف‌ها» (مانند ۴-غلاف یا ۸-غلاف مکعب) یا یک مزرعۀ مکعب نامیده می‌شود. این عبارت اگرچه طنزآمیز است، اما معمولاً معانی منفی دارد. مزارع مکعب در صنایع متعددی از جمله: فناوری، بیمه و ادارات دولتی یافت می‌شوند.

## ریشه‌شناسی

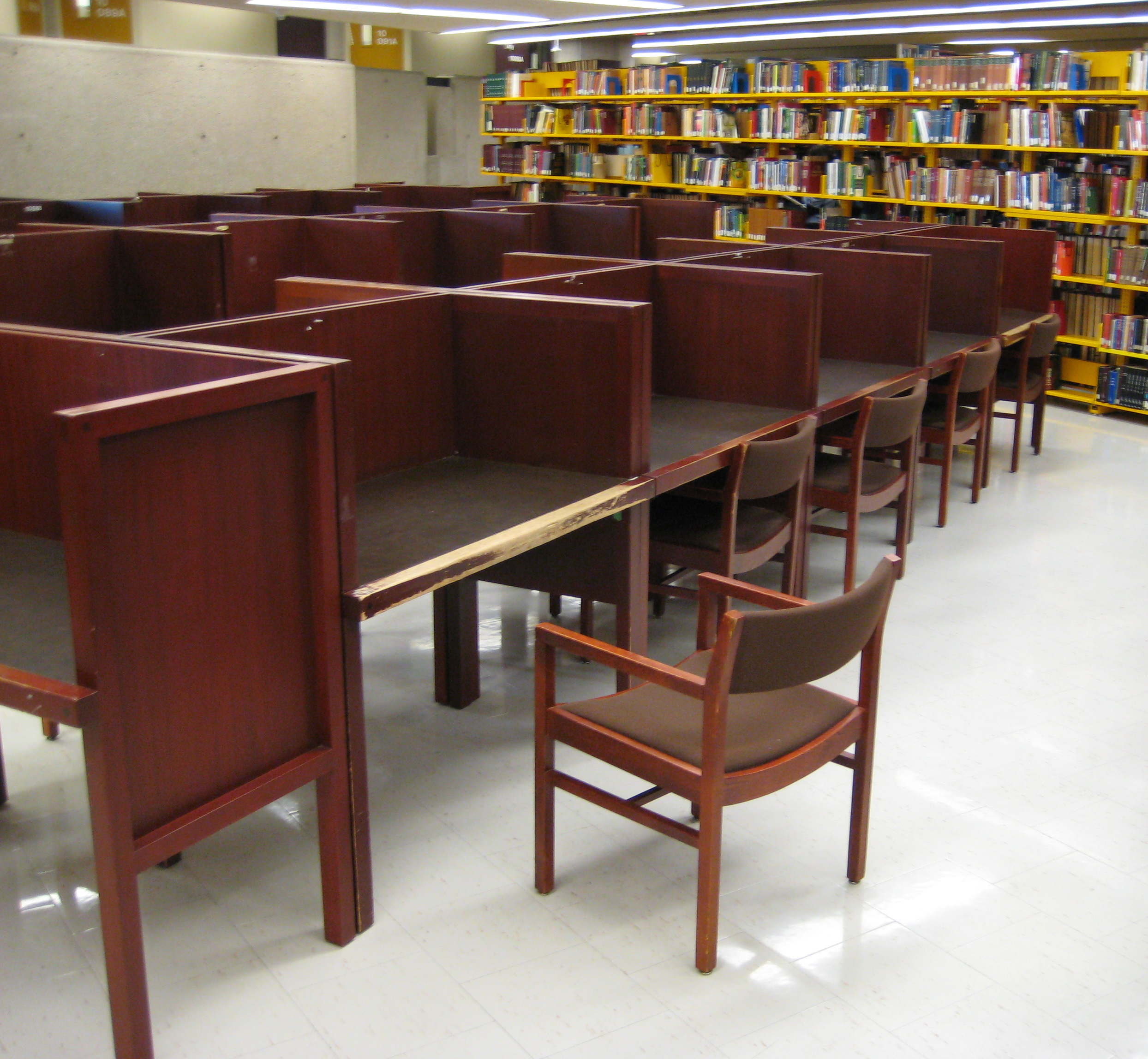
مجموعه‌ای از میزهای کارل مطالعه در یک کتابخانه.

اصطلاح «کیوبیکل» از کلمۀ لاتین (Cubiculum) به معنای «حجرۀ خواب» گرفته شده است. این واژه در اوایل سدۀ ۱۵ میلادی در زبان انگلیسی استفاده می‌شد. در نهایت برای حجره‌های کوچک از همه نوع، و برای اتاق‌های کوچک یا فضاهای مطالعه با پارتیشن‌هایی که به سقف نمی‌رسند استفاده شد. مانند میز کارل قدیمی، کیوبیکل به دنبال ایجاد درجاتی از حریم شخصی برای کاربر است در عین حالی که کمترین فضا را در یک اتاق بزرگ یا متوسط اشغال می‌کند.
لطیفۀ طنزآمیز در نسخۀ ۱۸۷۰ میلادی مجلۀ پانچ، یا مجلۀ چاریواری لندن، از «کیوبیکل» در زمینۀ تبلیغات یک خوابگاه کالج استفاده می‌کند: «خوابگاه‌ها کیوبیکل‌های مجزا دارند.» به نظر می‌رسد که این لطیفه، واژۀ بیش از حد بلیغانه را به سخره می‌گیرد و می‌پرسد: «اما بمان، کیوبیکل چیست؟ آیا تا به حال در کیوبیکل خوابیده‌ایم؟ نه، ما می‌بایستی زودتر به خوابیدن بر روی دوچرخه فکر می‌کردیم.» در ادامه، مقاله به توضیح ریشۀ لاتین کلمۀ کیوبیکل و تعریف آن می‌پردازد.

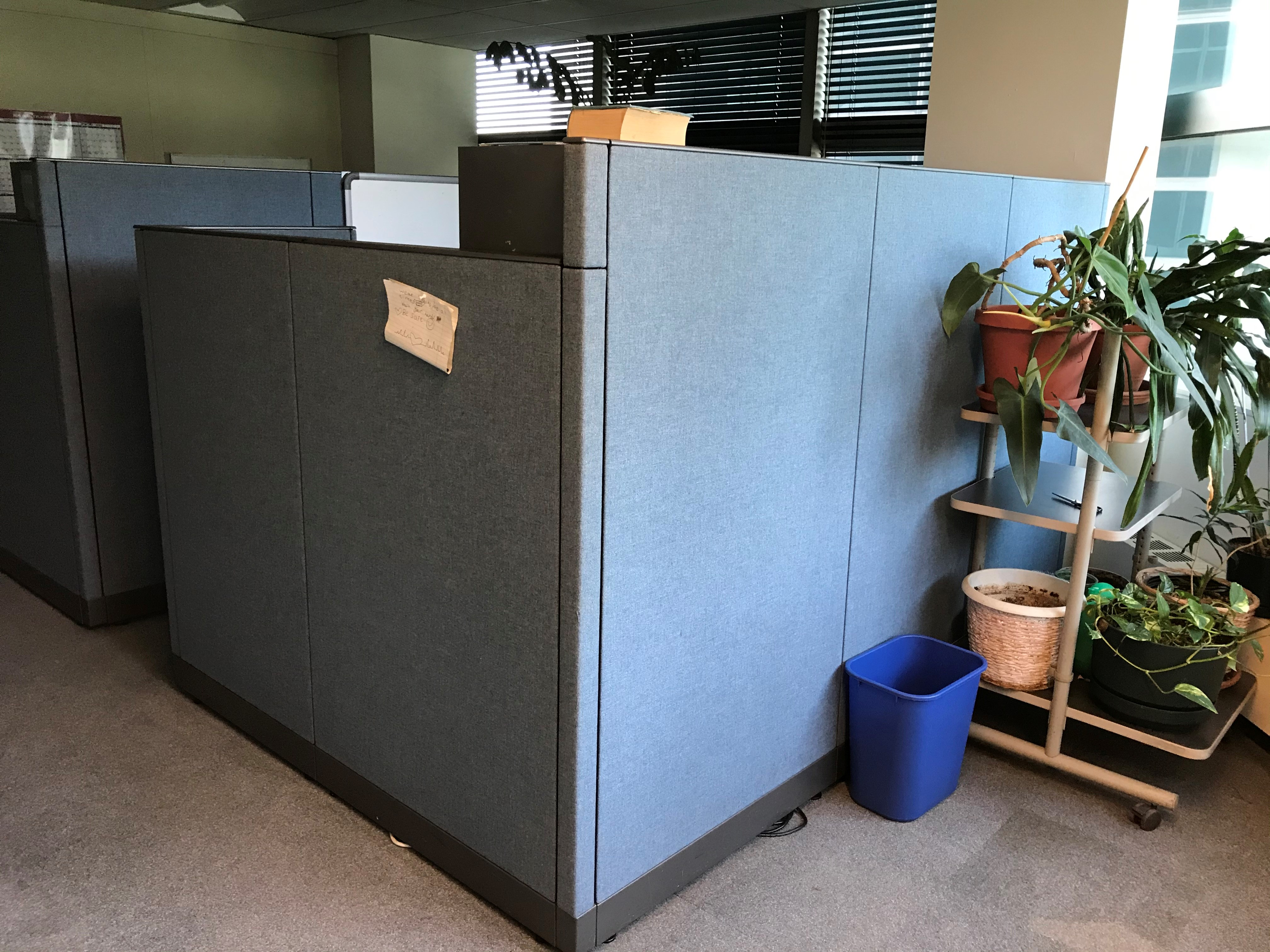
یک کیوبیکل مرتفع در یک محیط شهری.

در سال ۱۸۷۹ میلادی، کلمۀ «کیوبیکل» در اشاره به مهندسی برق ظاهر شد، به چیزی که امروزه به عنوان تابلو برق برای کلیدابزارها و مدارشکن قدرت شناخته می‌شود.

## تاریخچه

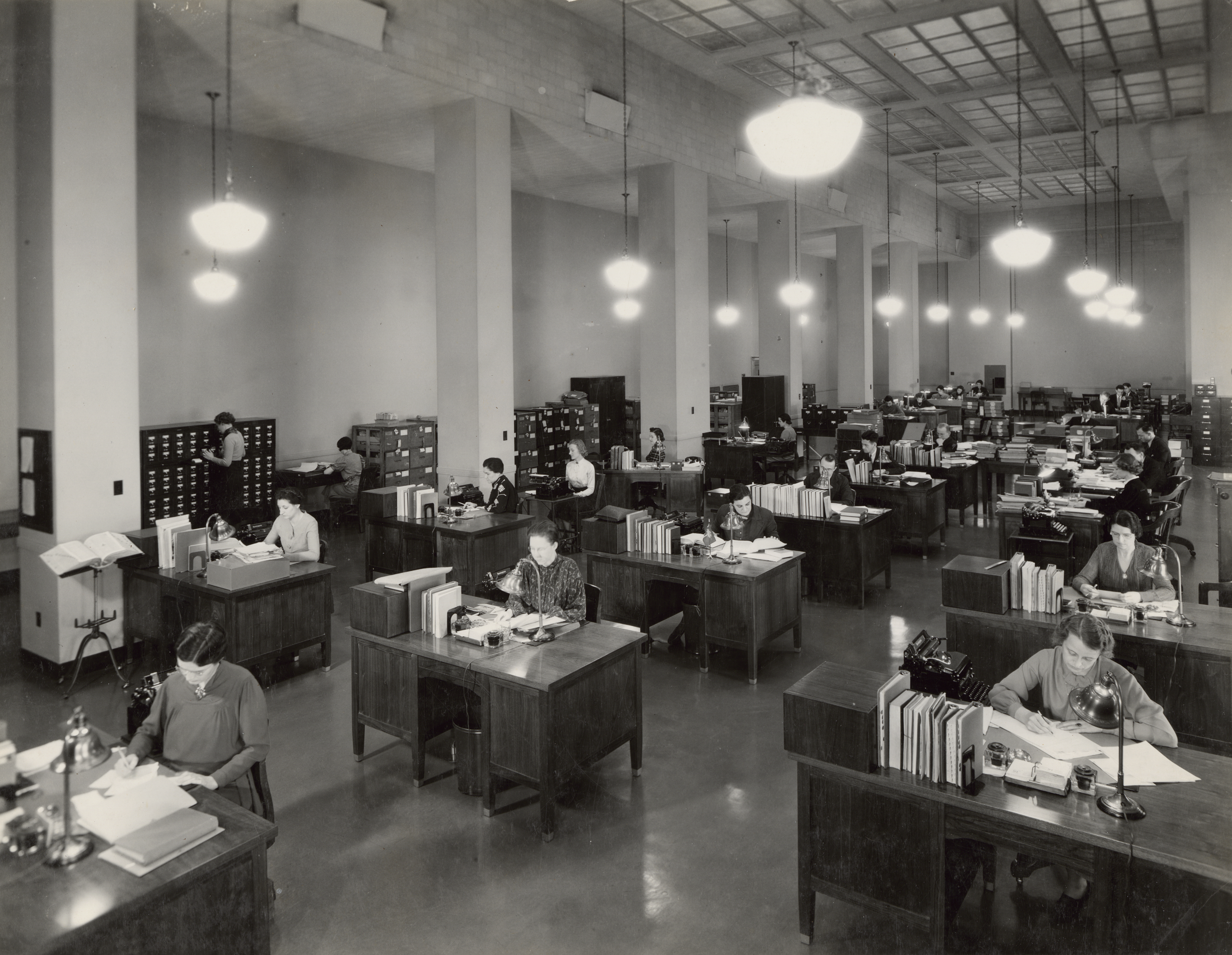
پیش از کیوبیکل‌ها: دفتر باز با میزهای چیده شده در ردیف‌ها، ۱۹۳۷ میلادی.

پیش از استفادۀ گسترده از کیوبیکل‌ها که در دهۀ ۱۹۶۰ میلادی آغاز شد، کارمندان اداری اغلب روی میزهایی که در ردیف‌هایی در یک اتاق باز چیده شده بودند، کار می‌کردند، جایی که در معرض صداها و فعالیت‌های کسانی بودند که در اطرافشان کار می‌کردند.
دفتر اقدام I
در سال ۱۹۶۰ میلادی، هرمان‌میلر شرکت تحقیقاتی هرمان‌میلر را به سرپرستی رابرت پراپست و نظارت جورج نلسون ایجاد کرد. مأموریت آن رسیدگی به مشکلات خود مبلمان نبود، بلکه حل مشکلات مربوط به استفاده از مبلمان بود. اولین پروژۀ بزرگ این شرکت ارزیابی «دفتر» بود که در طول سدۀ بیستم میلادی تکامل یافته بود، و به ویژه نحوۀ عملکرد آن در دهۀ ۱۹۶۰ میلادی. مطالعات پراپست شامل یادگیری در مورد روش‌های کار افراد در یک دفتر، نحوۀ انتقال اطلاعات و چگونگی تأثیر چیدمان دفتر بر عملکرد آن‌ها بود. پراپست با ریاضی‌دانان، روانشناسان رفتاری و انسان‌شناسان مشورت کرد.
پراپست از مطالعات خود به این نتیجه رسید که در طول سدۀ بیستم میلادی محیط اداری به‌ طور اساسی تغییر کرده است، به ویژه در رابطه با مقدار اطلاعات در حال پردازش. مقدار اطلاعاتی که یک کارمند باید تجزیه و تحلیل، سازماندهی و نگهداری کند، به طرز چشمگیری افزایش یافته بود. با وجود این، چیدمان اصلی دفتر شرکت تا حد زیادی بدون تغییر باقی مانده بود، با کارمندانی که پشت ردیف‌های میزهای سنتی در یک اتاق باز بزرگ و خالی از حریم شخصی نشسته بودند. مطالعات پراپست نشان داد که یک محیط باز در واقع ارتباطات بین کارمندان را کاهش می‌دهد و مانع ابتکار عمل شخصی می‌شود. در این مورد، پراپست اظهار داشت: «یکی از شرایط تاسف بار دفاتر امروزی، تمایل به ارائۀ فرمول یکسانی برای همه است». علاوه بر این، بدن کارمندان از ساعت‌های طولانی نشستن در یک وضعیت رنج می برد. پراپست به این نتیجه رسید که کارمندان اداری هم به حریم خصوصی و هم به تعامل نیاز دارند، بسته به اینکه کدام یک از وظایف خود را انجام می‌دهند.
در سال ۱۹۶۴ میلادی، پراپست و شرکت تحقیقاتی، طرحی را توسعه دادند که دفتر نلسون آن را در قالب دفتر اقدام I (ای‌او-I) اجرا کرد و آن را در ترکیب هرمان‌میلر معرفی کرد. ای‌او-I دارای میزها و فضاهای کاری با ارتفاع متفاوت بود که به کارگر اجازه می‌داد حرکت آزاد داشته باشد و موقعیت کاری را که به بهترین وجه برای این کار مناسب است در اختیار بگیرد. ای‌او-I به‌ طور ایده‌آل برای دفاتر کوچک حرفه‌ای که در آن مدیران و کارکنان اغلب با استفاده از اثاثیۀ یکسان در تعامل بودند، مناسب بود، اما برای دفاتر شرکت‌های بزرگ مناسب نبود. علاوه بر این، جمع‌آوری آن گران و دشوار بود. علیرغم کاستی‌های آن، نلسون جایزۀ آلکوآ را برای طراحی برنده شد و از ذکر سهم پراپست غافل شد.

### اولین حضورها
اولین دفاتری که طرح «دفتر اقدام» را به کار گرفتند در بانک فدرال رزرو نیویورک بودند که در سال ۱۹۶۳ میلادی با جورج نلسون و هرمان‌میلر قراردادی برای طراحی یک فضای اداری نوآورانه که می‌تواند کارایی را در یک منطقۀ کوچک به حداکثر برساند، منعقد کردند. نتیجه بر اساس سی‌پی‌اس (سیستم پانل جامع) نلسون بود و شامل «غلاف‌هایی» از چهار کیوبیکل بود که در یک الگوی صلیب شکسته چیده شده بودند، که هر یک دارای میز L شکل و انباری بالای سر بودند. عکس‌های باقی‌مانده از دفاتر بانک فدرال رزرو، طرحی را نشان می‌دهند که تفاوت چندانی با کیوبیکل امروزی ندارد. در سال ۱۹۶۴ میلادی این طرح برای کلینیک پزشکی زنان لافایت، ایندیانا مورد استفاده مجدد قرار گرفت. نلسون همچنین از این طرح در دفاتر طراحی نیویورک خود استفاده کرد.

### دفتر اقدام II
پس از فروش ضعیف ای‌او-I، پراپست و نلسون به تابلوی طراحی بازگشتند. برای چندین سال، پراپست و نلسون بر سر یک اختلاف نظر دربارۀ محیط کاری که به بهترین وجه برای کارمندان یک دفتر شرکت مناسب بود، با هم جنگیدند و نلسون در نهایت از پروژه کنار گذاشته شد. خروج نلسون باعث شد پراپست در مفهوم دفتری که قادر به تغییر دائمی متناسب با نیازهای در حال تغییر کارمند باشد، بدون نیاز به خرید اثاثیۀ جدید، و امکان شخصی‌سازی محیط کار، به کارمند اجازه دهد تا حدی از حریم خصوصی و توانایی شخصی‌سازی محیط کار را آزاد کند. بدون تأثیر بر محیط اطراف کارگران. پراپست تشخیص داد که مردم در یک منطقۀ قلمرویی که می‌توانند شخصی‌سازی کنند، سازنده‌تر هستند، اما همچنین به مناظر خارج از فضای خود نیاز دارند. کانسپت پراپست «پشتیبان» بود، یک تقسیم عمودی دو یا سه طرفه که قلمرو را تعریف می‌کرد و حریم خصوصی را بدون ممانعت از توانایی مشاهده یا مشارکت در رویدادهای اطراف (خارج از فضا) فراهم می‌کرد.
ای‌او-II مبتنی بر پراپست، حول واحد دیوار متحرک است که فضا را تعریف می‌کرد. این واحد همچنین از چندین مبلمان ایستگاه‌کاری که از فضای کار عمودی بهره می‌بردند، پشتیبانی می‌کرد. قطعات قابل تعویض، استاندارد و ساده برای مونتاژ و نصب بودند. مهم‌تر از آن، آن‌ها بسیار انعطاف‌پذیر بودند و به کارفرمایان اجازه می‌دادند تا محیط کار را با تغییر نیازها تغییر دهند. مجموعۀ ای‌او-II با موفقیت بی‌سابقه‌ای روبرو شد و سایر تولیدکنندگان به سرعت آن را کپی کردند. در سال ۱۹۷۸ میلادی، «دفتر اقدام II» به سادگی به «دفتر اقدام» تغییر نام داد و تا سال ۲۰۰۵ میلادی به فروش ۵ میلیارد دلاری دست یافت.

با وجود تبدیل شدن به موفق‌ترین پروژۀ هرمان‌میلر، نلسون خود را از هرگونه ارتباط با خط «دفتر اقدام II» رد کرد. در سال ۱۹۷۰ میلادی، او نامه‌ای به رابرت بلیک، که معاون طراحی و ارتباطات شرکت هرمان‌میلر شده بود، ارسال کرد و در آن «اثر غیرانسانی‌کنندۀ سیستم به‌عنوان یک محیط کاری» را توصیف کرد. او احساس خود را اینگونه خلاصه کرد:
نیازی نیست منتقدی با درک خاص باشد تا متوجه شود که ای‌او-II قطعاً سیستمی نیست که محیطی شاد برای مردم به‌ طور کلی ایجاد کند. اما برای برنامه‌ریزانی که به دنبال راه‌هایی برای جمع کردن حداکثر تعداد بدن هستند، برای «کارمندان» (در مقابل افراد)، برای «پرسنل»، زامبی‌های شرکتی، مردگان متحرک، اکثریت خاموش. یک بازار بزرگ.

### عصر اینترنت

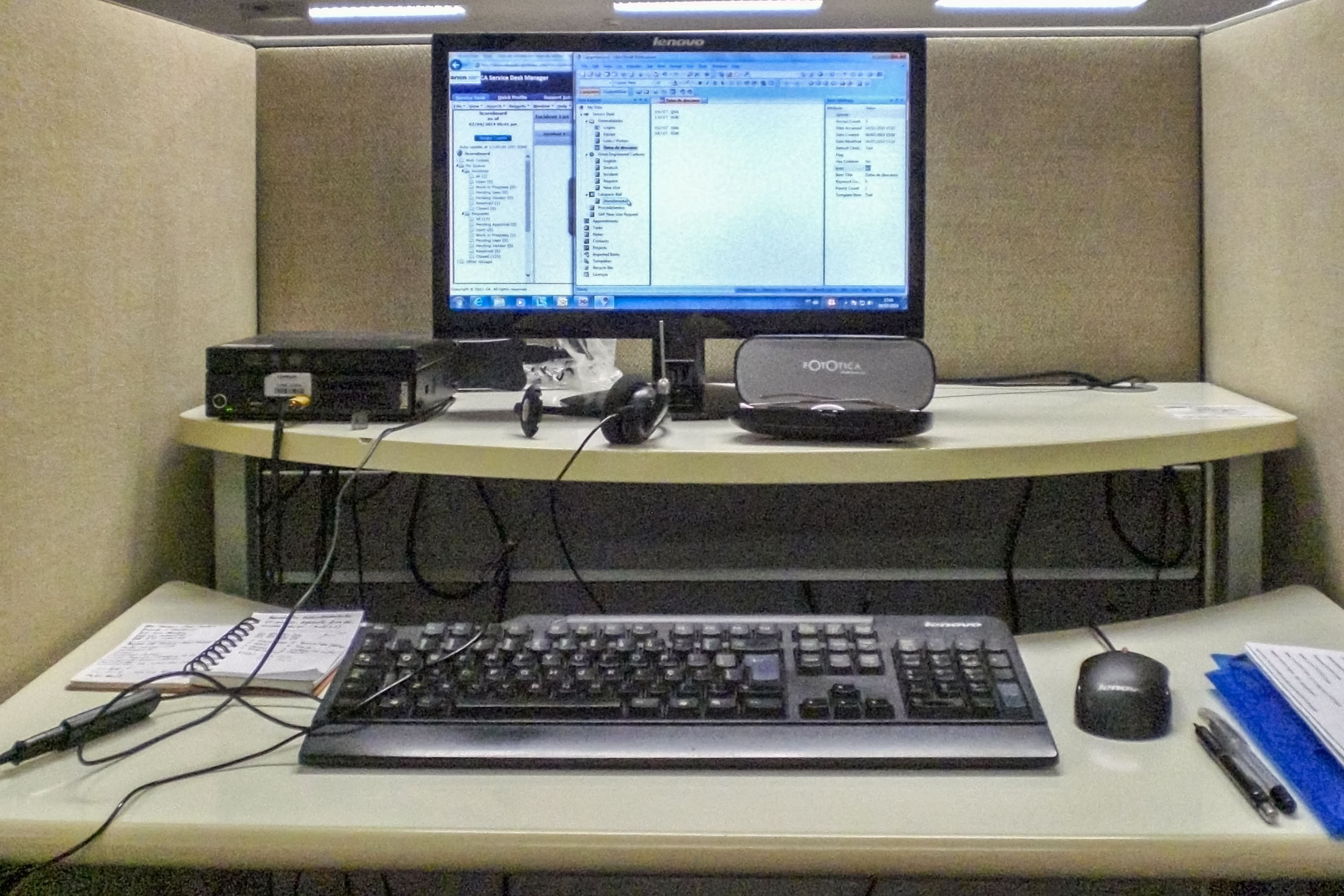
یک کیوبیکل در دفتر شرکت آی‌تی کاپژمینای در سائو پائولو.

در سال ۱۹۹۴ میلادی، طراح داگلاس بال، چندین تکرار از کلیپر یا سی‌اس-۱، یک میز «کپسول» که شبیه بدنۀ جلویی استریم‌لاین یک هواپیمای جنگنده بود، را طراحی کرد و ساخت. این میز به عنوان یک ایستگاه‌کاری کامپیوتری، دارای لوورها و یک سیستم تهویۀ یکپارچه و همچنین مجموعه‌ای از ویژگی‌های داخلی معمول برای میز ارگونومیک بود. یک فضای اداری مملو از این‌ها به جای کیوبیکل‌های سنتی مربع شکل، شبیه آشیانه‌ای پر از شبیه‌سازهای پرواز کوچک بود. این طرح برای مجموعۀ طراحی دائمی موزۀ طراحی در بریتانیا انتخاب شد.
بسیاری از مزارع مکعبی در طول رونق دات‌کام در سال‌های ۲۰۰۳–۱۹۹۷ میلادی ساخته شدند. بین سال‌های ۲۰۰۰ و ۲۰۰۲ میلادی، آی‌بی‌ام با تولیدکنندۀ مبلمان اداری استیل‌کیس همکاری کرد و در بارۀ نرم‌افزار، سخت‌افزار و جنبه‌های ارگونومیک کیوبیکل‌ آینده (یا دفتر آینده) تحت نام «بلواسپیس» تحقیق کرد. آن‌ها چندین نمونۀ اولیه از این فضای کاری چند-صفحۀ-نمایش با فناوری پیشرفته تولید کردند و حتی یکی از آن‌ها را در والت دیزنی ورلد به نمایش گذاشتند. بلواسپیس چندین صفحۀ با قابلیت جابجایی در داخل و خارج، یک سیستم پروجکشن، روشنایی منفرد پیشرفته، کنترل‌های گرمایش و تهویه، و سیستم‌های پنهان شناسایی مهمان را ارائه می‌دهد.

### دفاتر پلان-آزاد
در طول دهه‌های ۲۰۰۰ و ۲۰۱۰ میلادی، دفاتر پلان آزاد دوباره به عنوان پاسخی مدرن به کیوبیکل‌ها، با الهام از شرکت‌های فناوری در سیلیکون‌ولی، ظهور کردند. اگرچه پیشینۀ آن‌ها به پیش از کیوبیکل‌ها بازمی‌گردد ولی توسط معمارانی از جمله فرانک لوید رایت در سال ۱۹۳۹ میلادی مجدداً محبوب شدند، پلان‌های آزاد سدۀ بیست و یکم میلادی گاهی اوقات به عنوان یک «مد روز» توصیف می‌شوند. پلان‌های آزاد پیامدهای منفی بر بهره‌وری کارکنان، سلامت روان و سلامت دارند.
در سال ۲۰۲۰ میلادی، در نتیجه همه‌گیری کووید-۱۹، دفاتر پلان-آزاد مانند شرکت ترو منیوفکتورینگ (تولید واقعی) شروع به نصب پارتیشن‌های پلکسی‌گلس کردند. تقاضا بسیار بالا بود و مواد کمیاب بود. استفاده از پارتیشن‌های شیشه‌ای به عنوان یک صفحۀ محافظ نیز به‌ طور گسترده مورد استفاده قرار گرفت — اساساً یک بار دیگر پلان‌های آزاد را به کیوبیکل‌ها تقسیم کرد.

## تأثیر بر جامعه

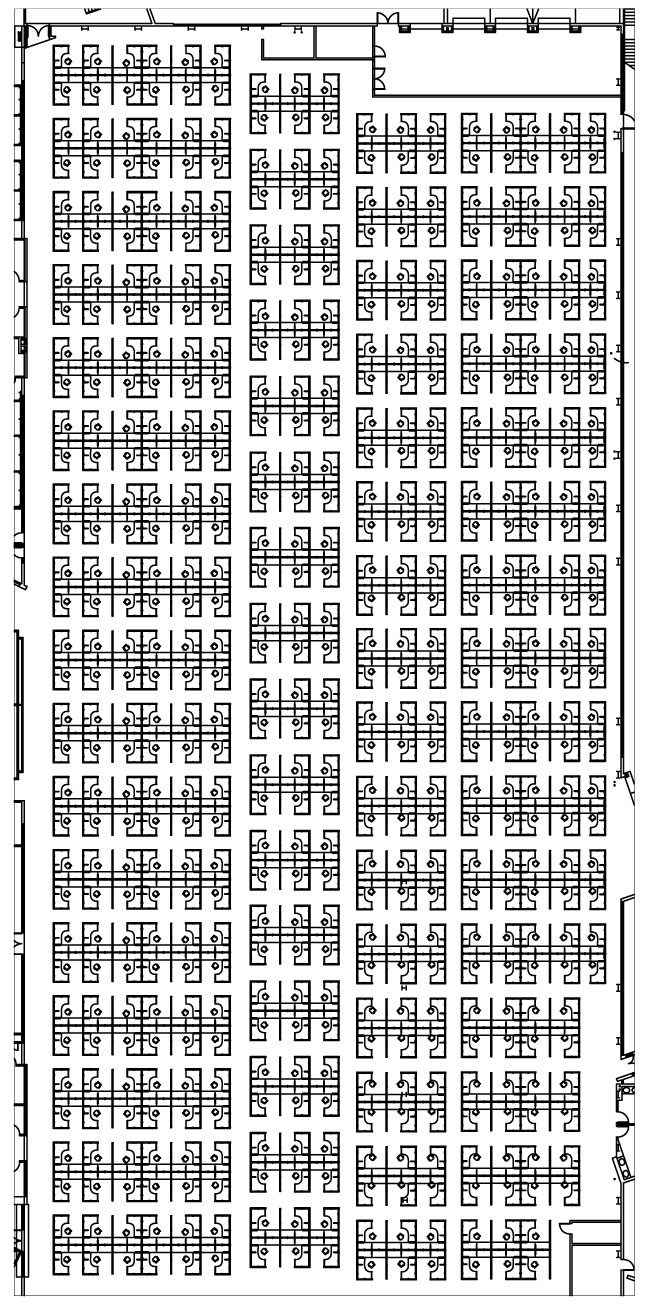
پلان طبقه‌ای که کیوبیکل‌های تکراری و دسته‌بندی شده را نشان می‌دهد.

بعید است که هر یک از وسایل اداری دیگر به اندازۀ معرفی کیوبیکل اداری در دهۀ ۱۹۶۰ میلادی تأثیر اجتماعی داشته باشد، اگرچه نتیجۀ ورود کیوبیکل هنوز قابل بحث است.
نویسنده توماس هاین حدس زد که کیوبیکل به شکستن سقف شیشه‌ای زنان در دهۀ ۱۹۶۰ میلادی کمک کرد. از آنجایی که زنان می‌توانستند از «قلم‌های گاو نر» در ادارات باز تحت سلطۀ-مردان کنار گذاشته شوند، کیوبیکل‌ها به زنان اجازه می‌داد تا در پست‌های مدیریت میانی بدون ایجاد ناراحتی برای مردان ارتقا شغلی یابند.
نویسنده جفری جیمز از مجلۀ آی‌ان‌سی. نیز از طرفداران کیوبیکل‌ها است. جیمز استدلال می‌کند که کیوبیکل‌ها تنوع را در محل کار ترغیب می‌کنند، برخلاف پلان‌های طبقه آزاد که به ادعای او به نفع افراد دارای امتیاز اجتماعی است و محیطی ناراحت‌کننده برای دیگران ایجاد می‌کند. بنابراین، او ادعا می‌کند که فضاهای آزاد طبقات به‌طور سیستماتیک با تمرکز بر مردان جوان سفیدپوست به عنوان یک هنجار، سن‌گرایی، نژادپرستی، جنسیت‌گرایی و توانمندگرایی را تشویق می‌کنند. با این حال، کیوبیکل‌ها منجر به راحتی بیشتر و در نتیجه برابری بیشتر در محل کار می‌شود.
تفسیر فرهنگی در مورد کیوبیکل‌ها در دهۀ ۱۹۹۰ و اوایل دهۀ ۲۰۰۰ میلادی انجام شد. در شهرهای گران‌قیمت مانند نیویورک و لندن، پلان‌های طبقه آزاد محبوب شدند زیرا کیوبیکل‌های سنتی یا چیدمان اداری بسیار پرهزینه بودند. در سال ۱۹۸۹ میلادی، اسکات آدامز، کاریکاتوریست جنجالی، از طریق کمیک استریپ خود، دیلبرت، نقد خود را بیان کرد تا فرهنگ کیوبیکل را هجو کند. او یک کارمند شرکت فناوری اطلاعات را به تصویر کشید که در یک کیوبیکل کار می‌کند. در سال ۲۰۰۱ میلادی، او با شرکت طراحی آی‌دی‌ای‌او برای ایجاد «کیوبیکل نهایی دیلبرت» همکاری کرد. این شامل هر دو جنبۀ غریب رویکرد ماژولار و توجه به جزئیات ارگونومیک معمولاً نادیده گرفته شده مانند تغییر جهت نور با پیشرفت روز بود.
در سال ۱۹۹۱ میلادی، داگلاس کوپلند عبارت «قلم چاق‌کنندۀ-گوساله» را در رمان خود نسل ایکس: داستان‌هایی برای یک فرهنگ شتابان ابداع کرد. در سال ۱۹۹۹ میلادی، کیوبیکل‌ها در فیلم علمی-تخیلی ماتریکس به تصویر کشیده شدند، که در آن یک برنامه‌نویس که به عنوان یک هکر قاچاقی مشغول به کار است، روزهای خود را در یک کیوبیکل یکنواخت می‌گذراند. کمدی محیط اداره در سال ۱۹۹۹ میلادی گروهی از کارکنان فناوری اطلاعات بی‌حوصله را به تصویر می‌کشد که در کیوبیکل‌ها کار می‌کنند.